# فهرست جانوران منقرض‌شده اروپا

نقشه اروپا

این نوشتار دربردارنده فهرستی از جانوران منقرض شده قاره اروپا در طی دوران هولوسین (پس از گسترده شدن انسان‌ها بر زمین) است. در اینجا جانوران منقرض شده دوران پلیستوسن و هولوسن آغازین آورده نشده‌است. بیشتر این جانوران به دست انسان منقرض شده‌اند.

## انقراض‌هایماقبل تاریخ
| نام رایج/ نام علمی                                                  | تاریخ انقراض       | گستره                                | تصویر                      |
| ------------------------------------------------------------------- | ------------------ | ------------------------------------ | -------------------------- |
| حشره‌خور بزرگ جزایر بالئری Nesiotites hidalgo                        | نامشخص             | اسپانیا (جزایر بالئری)               | --                         |
| بز غارنشین جزایر بالئری Myotragus balearicus                        | ۳۰۰۰ پ. م.         | اسپانیا (جزایر بالئری)               | Balearic Islands Cave Goat |
| Canary Islands Giant Rats Canariomys bravoi and Canariomys tamarani | پیش از ۱۵۰۰ میلادی | اسپانیا (جزایر قناری)                | Canary Islands Giant Rats  |
| خرس غارنشین Ursus spelaeus                                          | ۲۷٬۵۰۰ پ. م.       | اروپا                                | Cave Bear                  |
| کفتار غارنشین Crocuta crocuta spelaea                               | ۱۱٬۰۰۰ پ. م.       | اروپا                                | Cave Hyena                 |
| شیر غارنشین Panthera leo spelaea                                    | ۱۰٬۰۰۰ پ. م.       | اروپا                                | Cave Lion                  |
| Cretan Dwarf Megacerine Candiacervus cretensis                      | پلیستوسن پسین      | یونان (کرت)                          | --                         |
| اسب آبی کوتوله کرت Hippopotamus creutzburgi                         | پلیستوسن میانی     | یونان (کرت)                          | Cretan Dwarf Hippopotamus  |
| فیل کوتوله                                                          | نامشخص             | مدیترانه                             | Dwarf Elephant             |
| Elasmotherium Elasmotherium sp.                                     | ۱۰٬۰۰۰ پ. م.       | اروپا                                | Elasmotherium sibiricum    |
| الاغ اروپایی Equus hydruntinus                                      | هولوسن             | اروپا                                | --                         |
| قوی بزرگ Cygnus falconeri                                           | نامشخص             | ایتالیا (سیسیل) و مالت               | --                         |
| گوزن شمالی ایرلندی Megaloceros giganteus                            | ۵۰۰۰ پ. م.         | شمال اروپا                           | Irish Elk                  |
| همان‌دد Homotherium sp.                                              | ۱۰٬۰۰۰ پ. م.       | اروپا                                | Homotherium                |
| Ibiza Rail Rallus eivissensis                                       | ۵۰۰۰ BC.           | اسپانیا (جزایر بالئریک)              | --                         |
| موش زمستان‌خواب بزرگ مایرکایی Hypnomys morphaeus                     | نامشخص             | اسپانیا (مایورکا)                    | --                         |
| اسب آبی مالت Hippopotamus melitensis                                | نامشخص             | مالت                                 | --                         |
| موش زمستان‌خواب بزرگ منرکایی Hypnomys mahonensis                     | نامشخص             | اسپانیا (مینورکا)                    | --                         |
| سگ‌سان ساردنی Cynotherium sardous                                    | نامشخص             | فرانسه (کرسیکا) و ایتالیا (ساردینیا) | --                         |
| Stephanorhinus Stephanorhinus sp.                                   | نامشخص             | اروپا                                | Stephanorhinus             |
| ماموت پشمالو Mammuthus primigenius                                  | ۲۰۰۰ پ. م.         | اروپا                                | Wolly Mammoth              |
| کرگدن پشمالو Coelodonta antiquitatis                                | ۱۰٬۰۰۰ پ. م.       | اروپا                                | Woolly Rhinoceros          |